# 韁刺尾革單棘魨
韁刺尾革單棘魨為輻鰭魚綱魨形目鱗魨亞目單棘魨科的其中一種，分布於澳洲伯斯至雪梨海域及半鹹水域，本魚體呈橢圓形，雄魚有明顯的藍色線紋, 雌魚體褐色，有灰白的斑點，小的稚魚體綠色，有白色的縱向條紋，第一背鰭硬棘2枚、背鰭軟條27-34枚、臀鰭軟條26-32枚，體長可達14公分，棲息在沿海及河口區，躲藏於海藻中，生活習性不明。